# Иствинэ (князь Абазгии)
Иствинэ (груз. ისტვინე) — согласно «Дивана абхазских царей» третий князь (эристави) Абазгии. Сын и преемник Гозара.